# دورفن
شهر دورفن در ایالت بایرن در کشور آلمان واقع شده است.